# 60000 (număr)
60000 (șaizeci de mii) este numărul natural care urmează după 59999 și precede pe 60001 într-un șir crescător de numere naturale.

## În matematică
60000:
- Este un număr par.[1][2]
- Este un număr compus.[3]
- Este un număr abundent.[4][5]
- Este un număr odios.[6][7]
- Este un număr rotund.[8][9]
- Este valoarea indicatorului lui Euler pentru F25.[10]

## În știință

### În astronomie
- 60000 este un asteroid din centura principală.